# Castelul Chenonceau

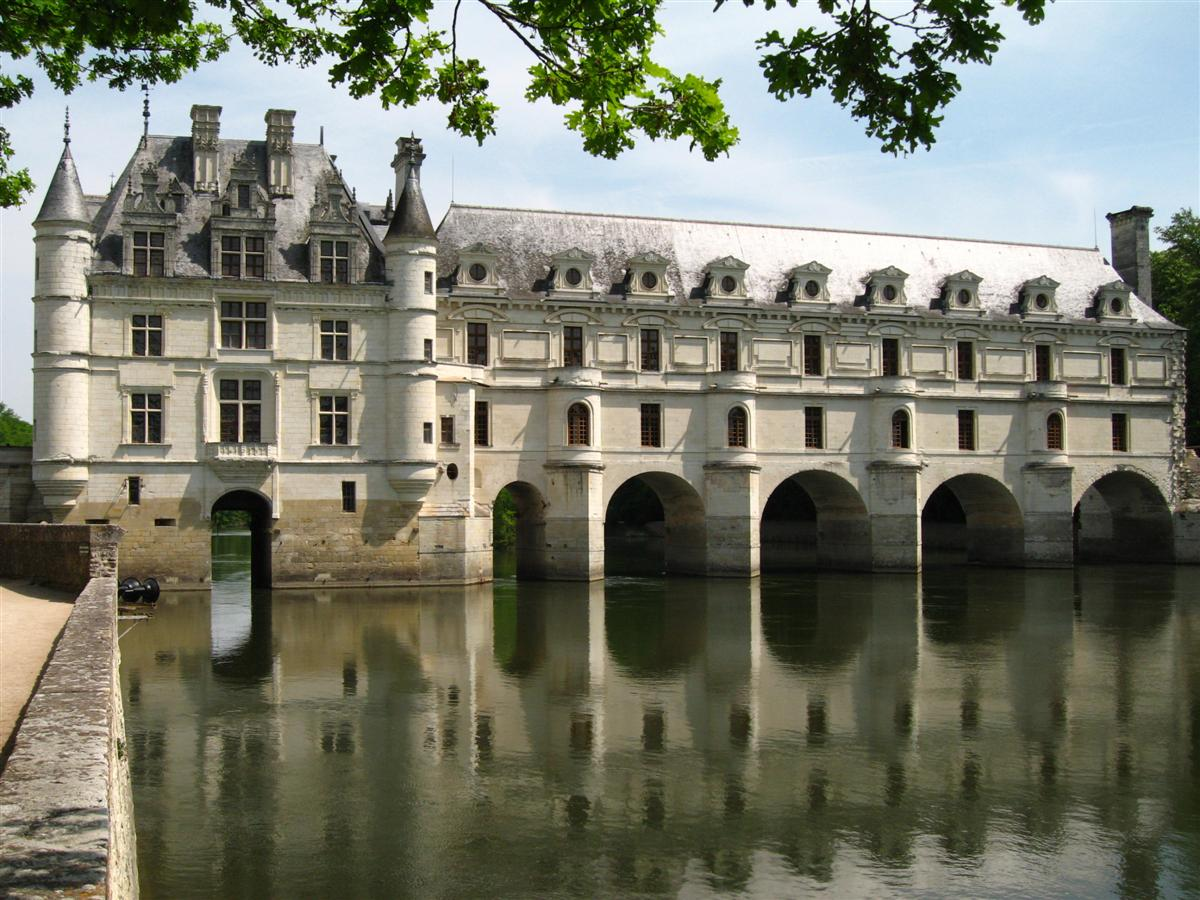

Castelul Chenonceau (în franceză Château de Chenonceau) este un castel situat în Franța, în apropierea satului Chenonceaux din departamentul Indre-et-Loire. Chenonceau este unul dintre cele mai celebre castele de pe Valea Loarei. De asemenea, este singura cu Montsoreau care a fost construită direct în albia râului, a râului Cher pentru Chenonceau și a râului Loara pentru Montsoreau.

Castelul a fost construit pe locul unei mori fortificate de pe râul Cher, prima mențiune scrisă despre acesta datând din secolul XI. A fost supranumit castelul femeilor, faimă datorată personajelor istorice feminine care și-au lăsat amprenta asupra lui.
Cele șase femei care au stăpânit castelul sunt:
- În 1513, Thomas Bohier și soția sa Catherine Briçonnet îl renovează în stil italian renascentist.
- Henric al II-lea al Franței, soțul Caterinei de Medici, îl face cadou celebrei sale amante Diane de Poitiers, în 1547.
- La moartea Caterinei și a fiului său, văduva sa Louise de Lorraine-Vaudémont (ultima regina din casa de Valois) înveșmântează Chenonceau în negru până la moartea sa.
- În secolul XVIII proprietara sa este Madame Dupin, strămoș al faimoasei George Sand (1804-1876), care reînvie fastuoasele zile de glorie de acum două secole prin deschiderea unor celebre saloane artistice la care vor participa personalități marcante ale vremii.
- Începând cu 1864, Madame Pelouze restaurează clădirea, iar în 1972 familia de Menier deschide un Muzeu de ceară.

## Istoric
Primii stăpâni ai castelului Chenonceau au fost familia de Marques, care a ridicat între secolele XII-XV o moară fortificată și un castel medieval pe râul Cher. Din acest edificiu inițial nu ne mai rămâne azi decât marele donjon ce străjuie intrarea principală. Două decenii s-au luptat pentru a-și păstra averea pe care pusese ochii Thomas Bohier care, prin funcția sa de perceptor al impozitelor sub trei monarhi, a dispus de resursele necesare pentru a cumpăra, parcelă cu parcelă, domeniul. În 1512, Bohier a reușit să preia întreaga proprietate, a demolat vechile clădiri, cu excepția unui donjon, și a construit între 1513-1521 un nou castel. Funcția sa însă i-a răpit tot timpul, a fost plecat și în campania italiană astfel încât, practic, constructorul noului edificiu a fost soția sa Catherine Briçonnet, a cărei influență și-a pus amprenta asupra alegerii locului, distribuției spațiilor și primelor decorații interioare. Bohier a murit in 1524 iar soția sa doi ani mai târziu. Fiul lor a trebuit să cedeze castelul regelui Francisc I (1494-1547), marele patron al Renașterii franceze.
Fiul său, Henric al II-lea al Franței (1519-1559), soțul controversatei Caterina de Medici (1519-1589), atunci când s-a urcat pe tron a dăruit Chenonceau favoritei sale, Diane de Poitiers, văduva lui Louis de Brézé, strălucitor de frumoasă, chiar și la o vârstă înaintată (era cu 20 de ani mai în vârstă decât regele). Ea este cea care va ordona construirea podului suspendat peste Cher din banii proveniți din impozitul pe clopote, și a magnificelor grădini ce-i poartă numele apelând la serviciile arhitectului Philibert Delorme.
În 1559 când Henric al II-lea al Franței a fost grav rănit la un turnir, Caterina a preluat controlul, interzicând accesul Dianei de Poitiers în preajma bolnavului, în pofida repetatelor chemări ale acestuia. După moartea lui, Caterina a exilat fosta amantă a regelui, și pentru prima oară a fost capabilă să exercite puterea conferită de statutul de regină. Aceasta s-a razbunat pe Diane de Poitiers, luându-i castelul în schimbul celui de la Chaumont. Aceasta s-a retras la Anet, unde a murit în 1566.
Înaintea morții sale, în 1589, Caterina de Medici dăruiește castelul Chenonceau nurorii sale Louise de Lorraine-Vandémont, soția regelui Henri al III-lea care după asasinarea acestuia, s-a izolat aici, impunând o atmosferă sumbră, dominată de culorile alb-negru ale doliului. Istoria i-a păstrat numele de Regina Albă pentru că a respectat până la moartea sa în 1601, doliul alb, regal.
Castelul trece apoi în proprietatea nepoatei Louisei, Francoise de Lorraine-Mercoeur, căsătorită cu César de Bourbon, fiica lui Henri al IV-lea și a Gabriellei d’Estrées. Apoi fiul lui César, Louis de Vendome intră în posesia castelului și în sfârșit Louis-Joseph de Vendome câstigătorul lui Villaviciosa, bătălie care asigura lui Philippe al IV-lea, tronul Spaniei.
Un timp castelul a fost abandonat în secolul 18, după care a intrat în proprietatea perceptorului regal Claude Dupin pe 9 iunie 1733. Soția sa, Madame Dupin, bunica lui George Sand, mare iubitoare de literatură, a întreținut la Chenonceau un salon frecventat de artiști și literați: Georges de Buffon (1707-1788), Jean-Jaques Rousseau (1712-1778), Voltaire (1694-1778) care este, începând din 1747, preceptorul fiului lui Madame Dupin. Revoluționarii îl cruță de la distrugere, grație popularității de care se bucura proprietara sa, care câștigase de-a lungul vieții sale afecțiunea tuturor.
Începand cu 1864 atunci când castelul a intrat în proprietatea lui Eugène Pelouze, încep restaurările castelului. În 1913 este răscumpărat de Henri Menier, castelul rămânând de atunci în proprietatea descendenților săi. Astăzi, castelul este încă proprietate privată și poate fi vizitat doar parțial.

## Arhitectura

### Interiorul castelului
Pentru a pătrunde în edificiu se parcurge o alee de platani, lăsând în dreapta Musée de Cires (Muzeul Figurilor de Ceară) în care 15 scene evocă istoria castelului și principalele sale personaje. La intrare, doi sfincși deschid drumul peste un pod basculant care traversează râul Cher și conduce spre terasa înconjurată de șanțuri cu suprafețe smălțuite.
În stânga, splendid parcul Dianei de Poitiers, străjuit de imobilul administrației. Desfășurată simetric, în partea dreaptă, este grădina magnifică a Caterinei de Medici. Pe terasă se ridica donjonul vechiului castel Marques, remaniat de Bohier. Pe el sunt înscrise inițialele TBK (Thomas Bohier și Katerine) care se regăsesc și în alte locuri din castel, ca și deviza „S’il vient à point, me souviendra” („Dacă se va împlini – construcția castelului, vă va aminti de mine”). Alăturată, o fântană cu emblema familiei Marques, un vultur și o himeră.
Castelul de forma rectangulară, cu turnuri rotunde în colțuri, are la bază în albia râului, doi din stâlpii masivi de fundație ai morii inițiale.
Cele patru săli ale parterului sunt deservite  de un vestibul cu bolți în ogivă. La stânga, Camera Gărzilor este decorată cu tapiserii flamande din secolul al XVI-lea, cu reprezentări din viața de curte și scene de vânătoare. În încăpere se mai află cuferele care serveau la transportul argintăriei, vaselor etc, atunci când curtea iși schimba reședința.
Capela alaturată conține, deasupra ușii de la intrare, o statuie a Fecioarei, apoi o altă statuie Fecioara cu Pruncul din secolul al XVI-lea, din marmură de Carrara, de Mino de Fiesole, și picturi religioase de Sassoferato, Alonso Cano, Jouvenet etc.
Biblioteca , redusă ca mărime, are un plafon (1525) cu o decorație considerată ca noutate în epocă și tablouri de Andreea del Sarto, Bassano, Jouvenel.
În Dormitorul Dianei de Poitiers se remarcă șemineul executat de sculptorul Jean Goujon, două mari tapiserii: Triumful Forței și Triumful Carității, și tabloul Fecioara cu copilul, de Murillo.
În Camera Verde a Caterinei de Medici, care a servit drept cabinet de lucru în timpul regenței sale, se găsesc tablouri de Tintoretto, Jordaens, Jouvenel, Van Dyck, Veronese etc și o tapiserie cu un colorit de excepție, inspirată din decoperirea Americii.
Peste podul cu cinci arcade, arcuit deasupra râului, se afla Galeria Caterinei de Medici cu două etaje având 18 ferestre; este decorată cu efigiile Sfântului Ioan, patronul castelului Chenonceau, și Fecioarei (în maniera lui Lucca della Robia ) precum și cu medalioane ale unor oameni celebri. La extremități are două șemineuri, din care cel sudic este pur decorativ, în el fiind ușa de ieșire pe malul stâng al râului. În primul Război Mondial galeria a fost folosită ca infirmerie.
În Camera lui Francisc I pot fi admirate „Cele Trei Grații”, tablou de Van Loo, un autoportret de Van Dick, „Arhimede” de Francisco de Zurbarán, și „Diane de Poitiers ca Zeiță a Vânătorii”, de Primace.
Salonul Ludovic al XIV-lea, vecin, are căminul renascentist marcat cu emblemele lui Francisc I și Claude de France;este ornat cu lucrări de Rubens, Nattier, Van Loo și cu un portret al lui Ludovic al XIV-lea, de Netscher.
Urcând pe scara cu rampă dreaptă, gândită de Catherine Briçonnet (înlocuind cu succes scările „în șurub”, uzitate până atunci), după ce se admiră sculpturile „Legea Veche” și „Legea Nouă” se ajunge în Vestibulul Catherine Briçonnet de la etaj, ornat cu tapiserii de Oudenaarde (oraș flamand celebru pentru tapiseriile de aici), cu scene de vânătoare și efigii în marmura de Carrara ale împăraților romani, aduse de Caterina de Medici de la Roma.
Vestibulul corespunde în camera Gabriellei d’Estrées împodobit cu tapiserii din așa-zisa serie a „Lunilor lui Lucas” și o tapiserie din secolul al XVII-lea, care o reprezintă pe Sfânta Cecilia, patroana muzicienilor.
Tot la etaj este și dormitorul Caterinei de Medici împodobit cu tapiserii flamande. În stânga patului, „Învățătura Dragostei”, de Correggio, pictată pe lemn (spre deosebire de tabloul omonim de la Londra, executat pe pânză).
În anexe pot fi vizitate bucătăriile (mobilier, ustensile și vase de aramă) aflate în pilonii enormi ai fundației din albia râului; de fapt, sunt cămara, sala de mese, măcelăria, magazia. Între cei doi piloni, o terasă aflată pe malul apei servea la descărcarea navelor de aprovizionare; potrivit legendei, se numește însă „Scăldătoarea Dianei”.

## Grădinile

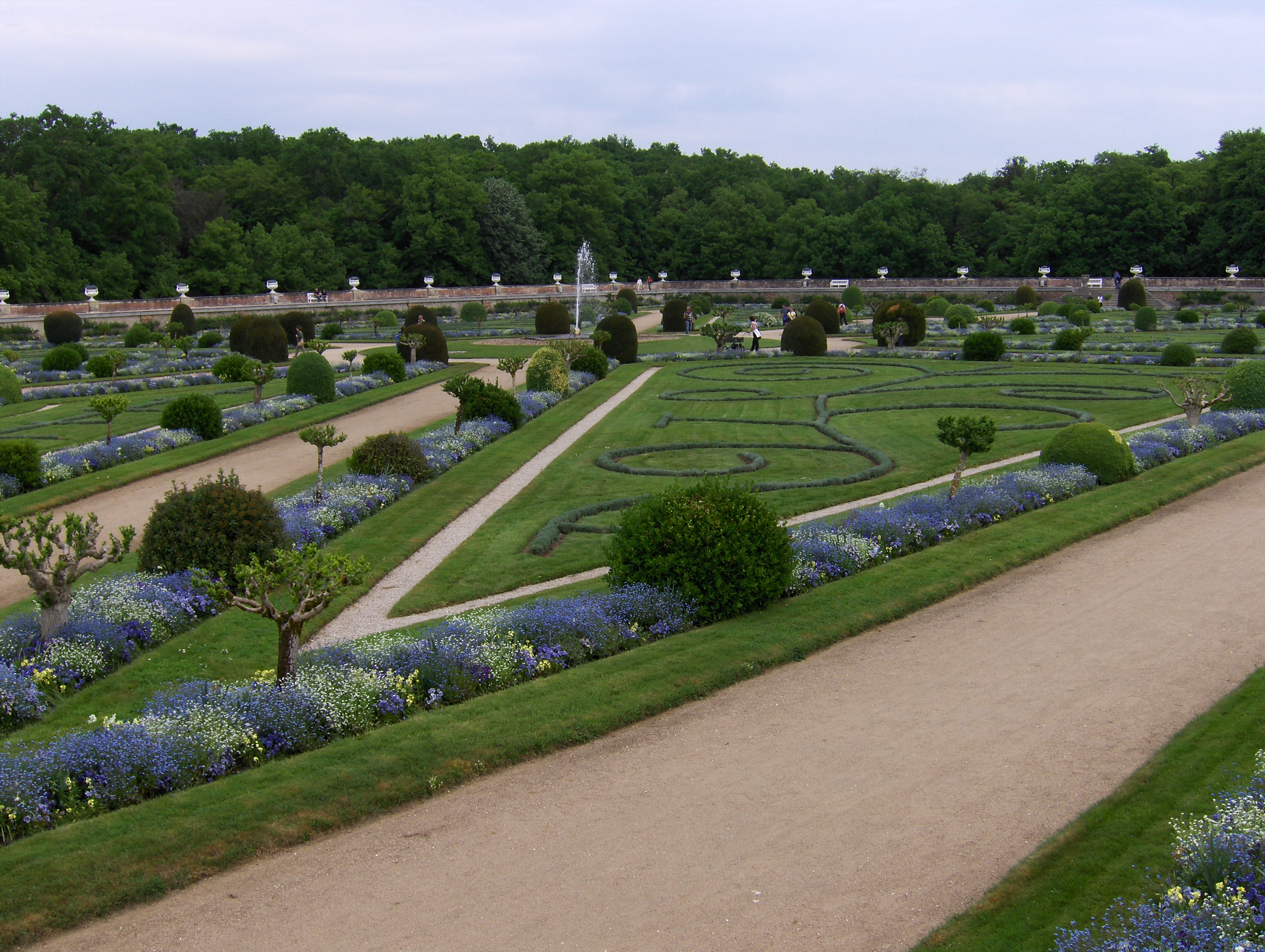
Vedere asupra grădinilor

Grădinile castelului Chenonceau sunt o mărturie remarcabilă a talentului și rafinamentului celor două doamne care l-au decorat: Diane de Poitiers și Caterine de Medici. Chiar de la realizarea lor, grădinile au reprezentat o parte esențială a castelului. Când Diane de Poitiers a primit în proprietate domeniul Chenonceau, în 1547, în jurul castelului nu exista decât o simplă grădină de legume. Cum locul nu era deloc potrivit pentru necesitățile curții, timp de 5 ani au fost făcute modificări, rezultatul fiind grădina care a primit numele creatoarei ei. În grădini sunt plantate mii de tufe ornamentale și sute de trandafiri cățărători sau obișnuiți. Pe domeniu sunt cultivate în jur de 40.000 de flori, plantate de două ori pe an, primăvara și vara. Mai mult, cele peste 70 de hectare de pădure creează fără dubiu decorul perfect pentru plimbări relaxante.
De-a lungul tufelor de trandafiri cățărători și a aleii maiestoase flancată de 16 portocali, vizitatorul descoperă bastimentul, turnul care în vremuri demult trecute adăpostea grajdurile regale; tot aici erau crescuți viermi de mătase aduși în Franța de Caterina de Medici. După aceasta, vizitatorul intră în curtea unei ferme din secolul al XVI-lea.În cele din urmă pașii îl duc în Grădina Florilor, unde sunt produse numeroase flori cu care se înfrumusețează glastrele din castel, turn și seră. Curtea fermei, construită în secolul al XVI-lea introduce vizitatorul în atmosfera filmelor istorice înainte de a pătrunde în Grădina Florilor. În fermă se gasește Atelierul Florilor, de unde vizitatorii pot cumpăra o mare varietate de flori sau alegem dintr-o gamă largă de aranjamente florale realizate de floriștii castelului. Magazinul este deschis de pe 1 martie până în prima săptămână a lunii noiembrie.
De curând a fost reconstruit un labirint de grădină, după planurile Caterinei de Medici, în care rolul principal îl joacă arbuștii de Taxus baccatta. Locurile libere din labirint sunt umplute cu vaze decorative de metal. În centru se află un chioșc de grădină înălțat, construit de Arnaud de Saint Jouan, arhitectul șef al clădirilor istorice, care oferă o priveliște completă asupra întregii zone ale labirintului. Labirintul oferă și ocazia de a descoperi cariatidele adăugate de Caterina de Medici pe fațada castelului; la 300 de ani după ce au fost plasate pe castel, cariatidele au fost date jos și plasate în grădină, dar acum ele se află la locul lor inițial, grație arhitecților.
Aflată în partea de sus a castelului (din punctul de vedere al curgerii râului), grădina e protejată de eventualele inundații pentru că a fost construită pe o terasă ridicată. Considerată a fi un autentic "teatru" verde de peste 12.000 m², grădina lui Diane de Poitiers a fost construită conform unui plan foarte simplu: două alei diagonale se întalnesc pentru a forma patru triunghiuri; fiecare triunghi este împărțit în două, de alte alei. Farmecul grădinii vine atât din design-ul său cât și din plantele alese: pomi fructiferi, tufe rustice, căpșuni, violete și multe altele.

## În literatură
Castelul Chenonceau este locul de desfășurare a primei părți a romanului Caterina de Medici (1841) al lui Honoré de Balzac, în care este menționat, în special, schimbul de castele care a avut loc între Diane de Poitiers, care a primit castelul Chaumont-sur-Loire și Caterina de Medici căreia Diane i-a oferit Chenonceau.

## Legături externe
- Site-ul oficial al Castelului Chenonceau Arhivat în 12 decembrie 2009, la Wayback Machine.
- Grădinile de la Castelul Chenonceau
- Galerie foto a Castelului Chenonceau Arhivat în 14 februarie 2008, la Wayback Machine.
- Vizită virtuală a Castelului Chenonceau Arhivat în 31 ianuarie 2008, la Wayback Machine.